# 青山町
青山町（あおやまちょう）は、かつて三重県名賀郡に存在した町。
2004年11月1日に上野市・阿山郡阿山町・伊賀町・島ヶ原村・大山田村と合併して伊賀市になったため消滅し、名賀郡も同時に消滅した。

## 地理

### 隣接していた自治体
- 上野市
- 名張市
- 一志郡 白山町、美杉村
- 阿山郡 大山田村

## 歴史
- 1955年（昭和30年）3月1日 - 阿保町・種生村・矢持村・上津村が合併して発足。
- 2004年（平成16年）11月1日 上野市・阿山郡阿山町・伊賀町・島ヶ原村・大山田村と合併して伊賀市が発足。同日青山町廃止。

## 交通

### 鉄道
- 近鉄大阪線
  - （大阪上本町方面） - 青山町駅 - 伊賀上津駅 - 西青山駅 - （伊勢中川方面）

### 道路
- 国道165号
- 三重県道512号青山高原公園線

## 学校
- 青山小学校
町内唯一の小学校。旧阿保小学校。
- 青山中学校
町内唯一の中学校。
- 愛農学園農業高等学校

## 観光
- パラデュー夢
- 青山高原

## 出身有名人
- 水田わさび
- 宮下真依